# 天主教石鐘山紀念小學

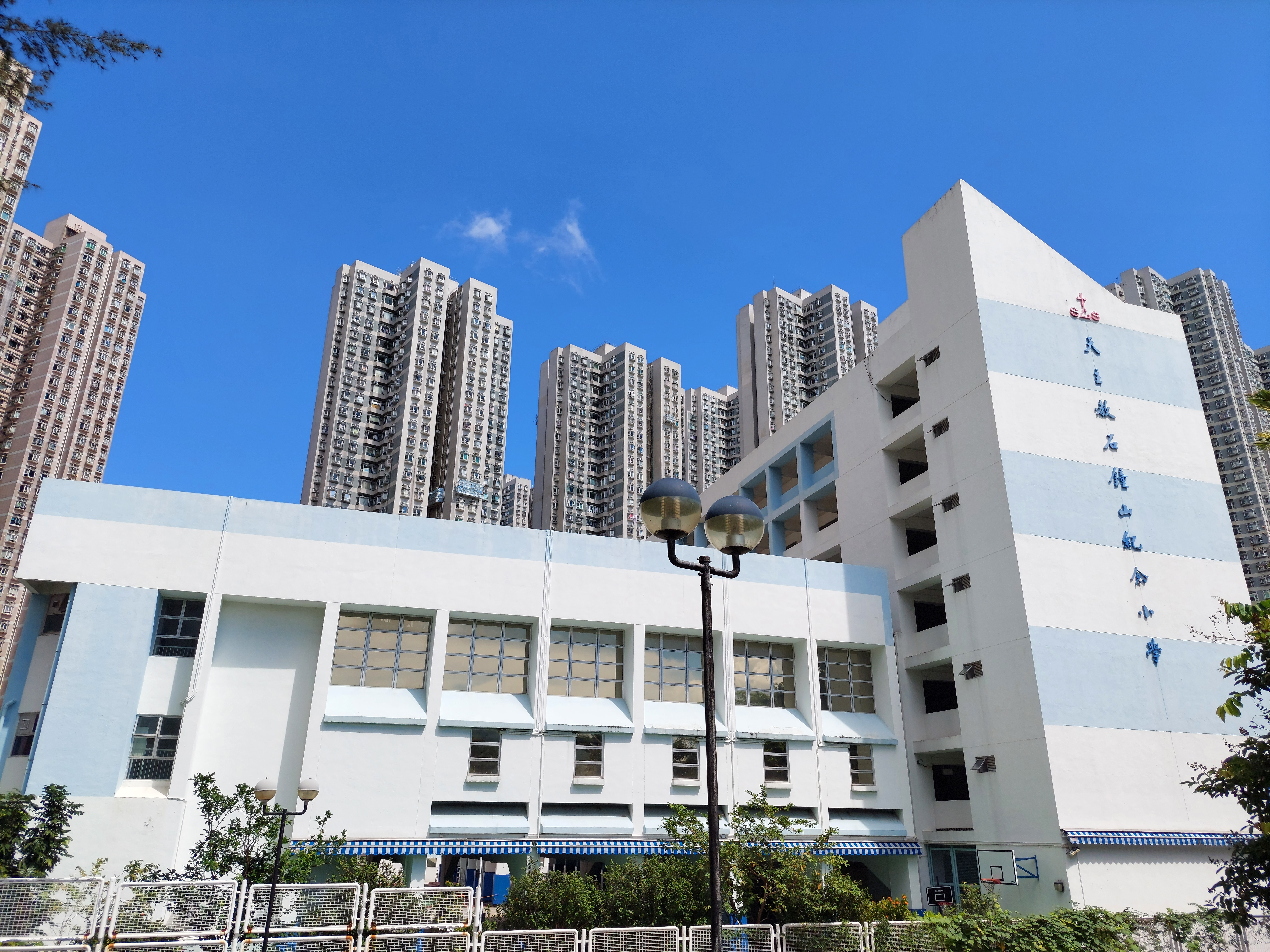
學校西北面

天主教石鐘山紀念小學（英語：Shak Chung Shan Memorial Catholic Primary School）是位於香港荃灣海濱花園旁的全日制天主教津貼小學，為紀念石鐘山先生對天主教香港教區的貢獻而於1997年創辦。

## 學校簡況
學校於1997年創辦。由於校舍當時仍未落成，此校須借用葵涌獅子會中學上課，直至1998年2月才遷入現址上課。
至1999年2月11日，此校舉行開幕典禮，由香港主教胡振中樞機祝聖及揭幕。學校以SCS核心價值（SCS Core Values）為本，為學生提供全人教育。包括學習有方（Study smart）、勇於創新（Courage to create）及侍主侍人（Serve God and others）。學校校舍寬敞，環境優美，學生享有較大之活動空間。

## 主保聖人
石鐘山小學的主保聖人是露德聖母。

## 班級結構
- 小一（設5班，約~125人）（1A, 1B, 1C, 1D, 1E)
- 小二（設5班，約~150人） (2A, 2B, 2C, 2D, 2E)
- 小三（設5班，約~150人） (3A, 3B, 3C, 3D, 3E)
- 小四（設5班，約~150人）  (4A, 4B, 4C, 4D, 4E)
- 小五（設5班，約~150人） (5A, 5B, 5C, 5D, 5E)
- 小六（設5班，約~150人） (6A, 6B, 6C, 6D, 6E)

## 輔導教學計劃
學校本著有教無類的精神，接納不同能力的學生。因材施教，開設不同拔尖保底班別及課程。學校提供專業支援人員，包括駐校教育心理學家、
資源老師、學生輔導老師、加強輔導教學老師合作提供支援。
學校推廣資優教育普及化，發展學生潛能。資優課程包括有Super 領袖教室、中文創意寫作、全腦教室、創意科藝工程及奧數小精英等。
學校最近推出STEM教育,而部分資優學生更接受了長沙灣天主教英文中學的STEM課程。

## 考試安排
全年有3次考試。另外各科設進展性評估、專題研習、閱讀報告及口頭匯報等。

## 校政管理

### 歷任校監
- 胡路明女士[2]
- 伍國寶神父

### 歷任校長
- 第一任：麥慕潔女士（1997-2004）[2]
- 第二任：葉成標先生（2004-2011）
- 第三任：葉介君先生（2011-2017）
- 第四任：丘宇文先生（2017-）

### 歷任副校長
- 陳悅騏先生 （1997-2005）
- 李世華先生 （2006-2008）
- 姚芬女士 （2008-2010,後調任郭怡雅神父紀念學校、聖方濟愛德小學校長）
- 曾小星女士（2010-）
- 舒敬先生（2010-2018,後調任黃大仙天主教小學、現任九龍塘天主教華德學校校長）
- 方劍男先生（2019-2022,現任慈幼葉漢小學校長）
- 梁鳳屏女士（2020-2023）
- 陳嘉玲女士（2022-）
- 謝志穎先生（2024-）

## 參閱
- 香港教育

## 外部連結
- 天主教石鐘山紀念小學 （页面存档备份，存于）